# Amy Mainzer
Amy Mainzer (2 de janeiro de 1974) é uma astrônoma estadunidense.
Especializada em instrumentação astrofísica e astronomia de galáxias, participa do projeto Wide-field Infrared Survey Explorer e é a principal investigadora do projeto NEOWISE para estudo de planetas menores. Apareceu diversas vezes na série de televisão The Universe do History Channel e no documentário Stellar Cartography: On Earth, que foi incluído na caixa de DVD's da série Star Trek: Generations (março de 2010).
O asteroide 234750 Amymainzer recebeu seu nome em sua homenagem. Mainzer descobriu um asteroide, que ela fez questão de batizar como 316201 ML48, sendo que as letras M e L são uma homenagem à ativista paquistanesa Malala Yousafzai.

## Titulação
- Graduação em física pela Universidade Stanford (1995).
- Mestrado em astronomia pelo Instituto de Tecnologia da Califórnia (2001).
- Doutorado em astronomia pela Universidade da Califórnia (2003).

Seus interesses de pesquisa incluem: asteroides, anãs marrons, atmosferas planetárias, discos de detritos, formação de estrelas, bem como concepção e construção de novos instrumentos para solo e espaço.